# Anne Holt
Anne Holt (n. 16 noiembrie 1958) este o scriitoare și avocat norvegiană. A fost ministrul justiției în Norvegia, iar numărul total de cărți vândute se aproprie de șase milioane, devenind astfel una dintre cele mai populare scriitoare contemporane.

## Biografie
Anne Holt s-a născut în Larvik și a crescut în Lillestrøm și Tromsø, iar apoi s-a mutat la Oslo în 1978. Ea a terminat facultatea de drept la Universitatea din Bergen în 1986 și a lucrat pentru NRK între anii 1984 și 1988.

## Lucrări

### Seria Hanne Wilhelmsen
- 1993 Blind gudinne
- 1994 Salige er de som tørster
- 1995 Demonens død
- 1997 Løvens gap (scrisă împreună cu Berit Reiss-Andersen)
- 1999 Død joker
- 2000 Uten ekko (scrisă împreună cu Berit Reiss-Andersen) (Fără Echo)
- 2003 Sannheten bortenfor
- 2007 1222

### Titluri separate
- 1997 Mea culpa
- 1998 I hjertet av VM. En fotballreise (scrisă împreună cu Erik Langbråten)
- 1999 Bernhard Pinkertons store oppdrag
- 2010 Flimmer (scrisă împreună cu Even Holt)

### SeriaVik/Stubø
- 2001 Det som er mitt („Eroare judiciară”, ISBN 978-973-707-444-7)  [10]
- 2004 Det som aldri skjer („Așa ceva nu se întâmplă niciodată” ISBN 978-973-707-398-3) [11]
- 2006 Presidentens valg („Doamna președintă” ISBN 978-973-707-477-5) [12]
- 2009 Pengemannen („Ura")
- 2012 Skyggedød („În spatele norilor întunecați")